# Playa del Carmen
Playa del Carmen egy város Mexikó Quintana Roo államában, Solidaridad község központja. A Karib-tenger partján fekszik, az úgynevezett Maja Riviérán. Fő gazdasági ágazata a turizmus. 2010-ben lakossága megközelítette a 150 000 főt.

## Éghajlat
A város éghajlata forró, nyáron és ősszel igen csapadékos. Minden hónapban mértek már legalább 33 °C-os hőséget, a rekord elérte el 40 °C-ot is. Az átlagos hőmérsékletek a januári 17,9 és a júliusi–augusztusi 28,0 fok között váltakoznak, fagy nem fordul elő, sőt, a hőmérséklet 10 °C alá is ritkán csökken. Az évi átlagosan 1331 mm csapadék időbeli eloszlása nagyon egyenetlen: a júniustól novemberig tartó féléves időszak alatt hull az éves mennyiség közel háromnegyede.
| Hónap                                   | Jan. | Feb. | Már. | Ápr. | Máj. | Jún. | Júl. | Aug. | Szep. | Okt. | Nov. | Dec. | Év   |
| --------------------------------------- | ---- | ---- | ---- | ---- | ---- | ---- | ---- | ---- | ----- | ---- | ---- | ---- | ---- |
| Rekord max. hőmérséklet (°C)            | 37,5 | 33,0 | 34,0 | 39,0 | 40,0 | 39,0 | 39,0 | 39,5 | 39,0  | 34,0 | 35,0 | 39,0 | 40,0 |
| Átlagos max. hőmérséklet (°C)           | 27,8 | 28,5 | 29,6 | 30,8 | 31,7 | 32,0 | 32,5 | 32,9 | 32,6  | 30,8 | 29,3 | 28,6 | 30,6 |
| Átlaghőmérséklet (°C)                   | 22,8 | 23,4 | 24,3 | 26,1 | 27,3 | 27,9 | 28,0 | 28,0 | 27,9  | 26,3 | 24,4 | 23,4 | 25,8 |
| Átlagos min. hőmérséklet (°C)           | 17,9 | 18,3 | 19,0 | 21,3 | 22,9 | 23,7 | 23,5 | 23,2 | 23,1  | 21,7 | 19,4 | 18,2 | 21,0 |
| Rekord min. hőmérséklet (°C)            | 8,0  | 7,0  | 5,0  | 10,0 | 15,0 | 14,0 | 13,0 | 15,0 | 14,0  | 13,5 | 11,0 | 9,0  | 5,0  |
| Átl. csapadékmennyiség (mm)             | 61   | 51   | 28   | 51   | 78   | 153  | 126  | 126  | 169   | 284  | 130  | 73   | 1331 |
| Forrás: Servicio Meteorológico Nacional |      |      |      |      |      |      |      |      |       |      |      |      |      |

## Népesség
A település népessége a közelmúltban rendkívül gyorsan növekedett:
| Év   | Lakosság |
| ---- | -------- |
| 1995 | 17 621   |
| 2000 | 43 613   |
| 2005 | 100 383  |
| 2010 | 149 923  |

## Története
Playa del Carment egy 22 680 hektáros területen 1937-ben hozták létre ejidoként 54 tulajdonossal, később egyre növekvő várossá alakult. 1993-ban hozták létre Solidaridad községet, amelynek központjává Playa del Carment tették.